# 라그랑하 (칠레)
라그랑하(스페인어: La Granja)는 칠레 산티아고 수도주 산티아고 현의 코무나이다.